# Musée Adolfo Suárez et de la Transition
Le Musée Adolfo Suárez et de la Transition (MAST) est un musée d'histoire contemporaine espagnole, situé dans la ville de Cebreros.

## Présentation
L'institution rend hommage au président du gouvernement espagnol Adolfo Suárez et aux personnalités notables de la Transition démocratique.